# Вадстена (комуна)
Комуна Вадстена (швед. Vadstena kommun) — адміністративно-територіальна одиниця місцевого самоврядування, що розташована в лені Естерйотланд у центральній Швеції. Із заходу омивається водами озера Веттерн.
Вадстена 212-а за величиною території комуна Швеції. Адміністративний центр комуни — місто Вадстена.

## Населення
Населення становить 7 331 чоловік (станом на вересень 2012 року). 
| Кількість населення комуни Вадстена за 1970-2010 роки | Кількість населення комуни Вадстена за 1970-2010 роки | Кількість населення комуни Вадстена за 1970-2010 роки | Кількість населення комуни Вадстена за 1970-2010 роки | Кількість населення комуни Вадстена за 1970-2010 роки |
| ----------------------------------------------------- | ----------------------------------------------------- | ----------------------------------------------------- | ----------------------------------------------------- | ----------------------------------------------------- |
| Рік                                                   |                                                       |                                                       | Населення                                             |                                                       |
| 1970                                                  | 1970                                                  |                                                       | 7 540                                                 | 7 540                                                 |
| 1975                                                  | 1975                                                  |                                                       | 7 718                                                 | 7 718                                                 |
| 1980                                                  | 1980                                                  |                                                       | 7 654                                                 | 7 654                                                 |
| 1985                                                  | 1985                                                  |                                                       | 7 435                                                 | 7 435                                                 |
| 1990                                                  | 1990                                                  |                                                       | 7 557                                                 | 7 557                                                 |
| 1995                                                  | 1995                                                  |                                                       | 7 710                                                 | 7 710                                                 |
| 2000                                                  | 2000                                                  |                                                       | 7 668                                                 | 7 668                                                 |
| 2005                                                  | 2005                                                  |                                                       | 7 527                                                 | 7 527                                                 |
| 2010                                                  | 2010                                                  |                                                       | 7 391                                                 | 7 391                                                 |
| Джерело: SCB                                          |                                                       |                                                       |                                                       |                                                       |

## Населені пункти
Комуні підпорядковано 1 міське поселення (tätort) та низка сільських, більші з яких:
- Вадстена (Vadstena)
- Борґгамн (Borghamn)
- Руґслеса (Rogslösa)
- Шедет (Skedet)

- Ерла (Ärla)
- Чулаос (Kjulaås)
- Голльста (Hållsta)
- Гелльберґа (Hällberga)

## Міста побратими
Комуна підтримує побратимські контакти з такими муніципалітетами:
- Комуна Стелвік, Норвегія
- Наанталі, Фінляндія
- Богенсе, Данія
- Патрексфйордур, Ісландія

## Галерея

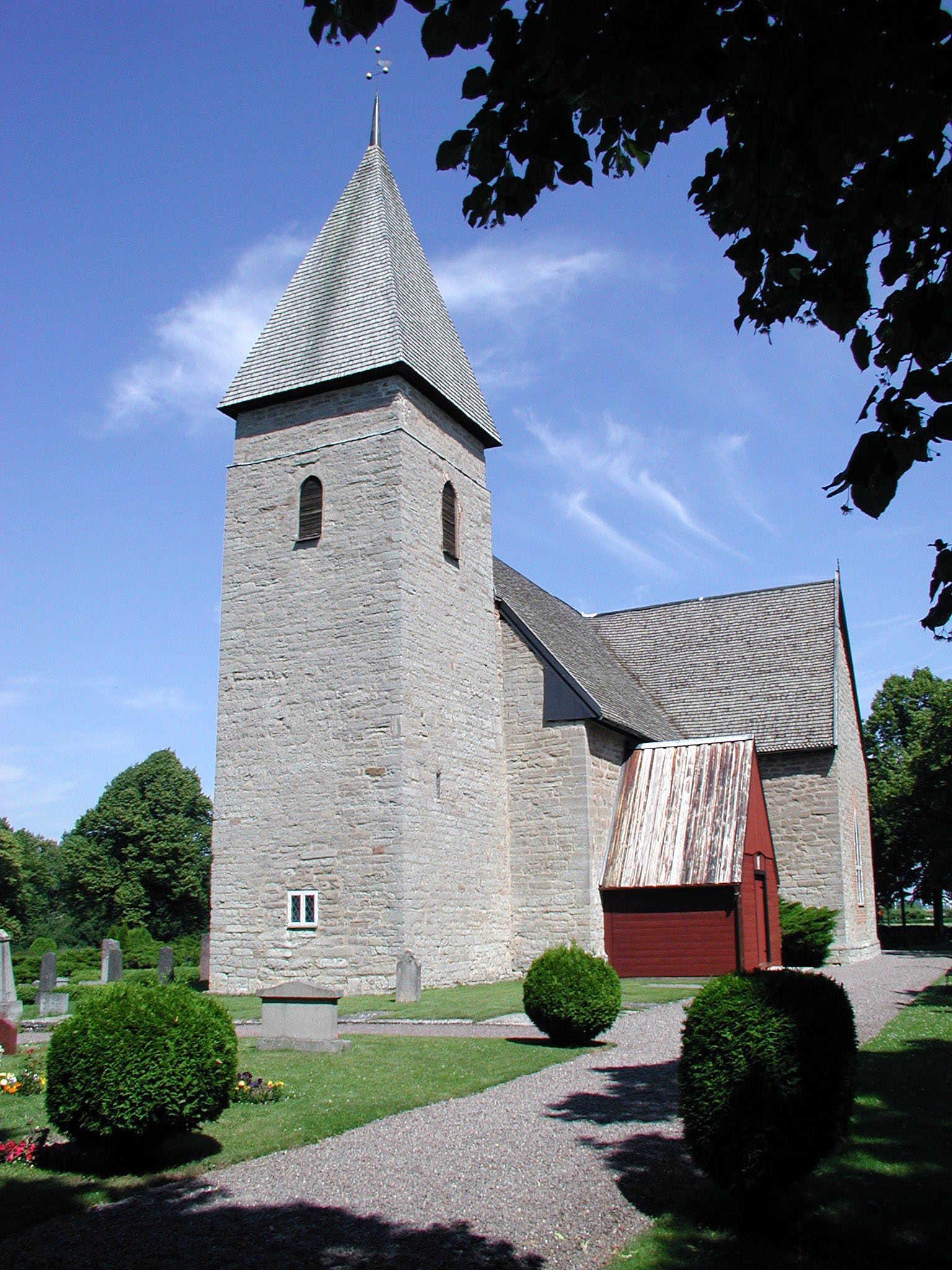
Церква (Руґслеса)
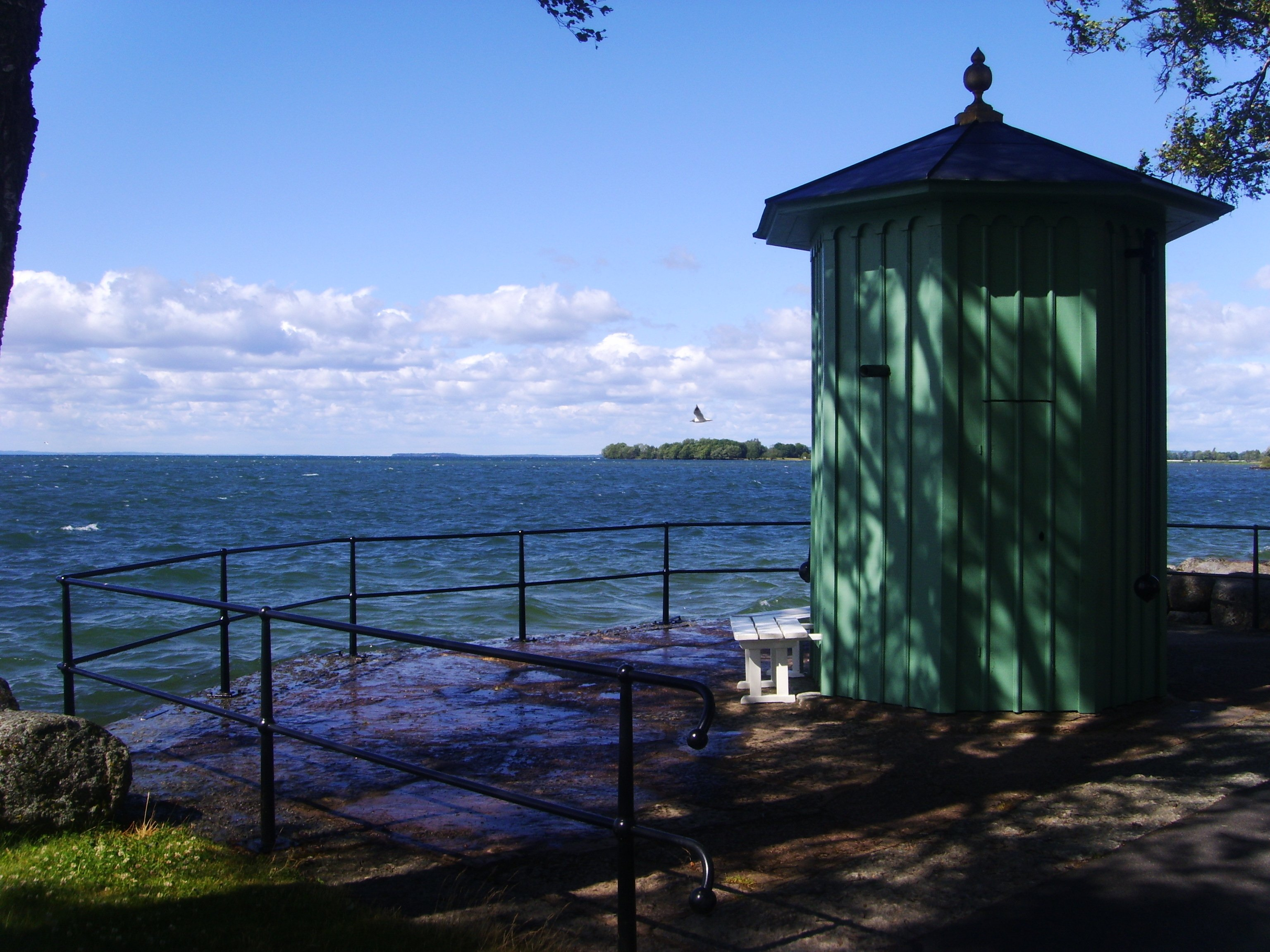
Озеро Веттерн
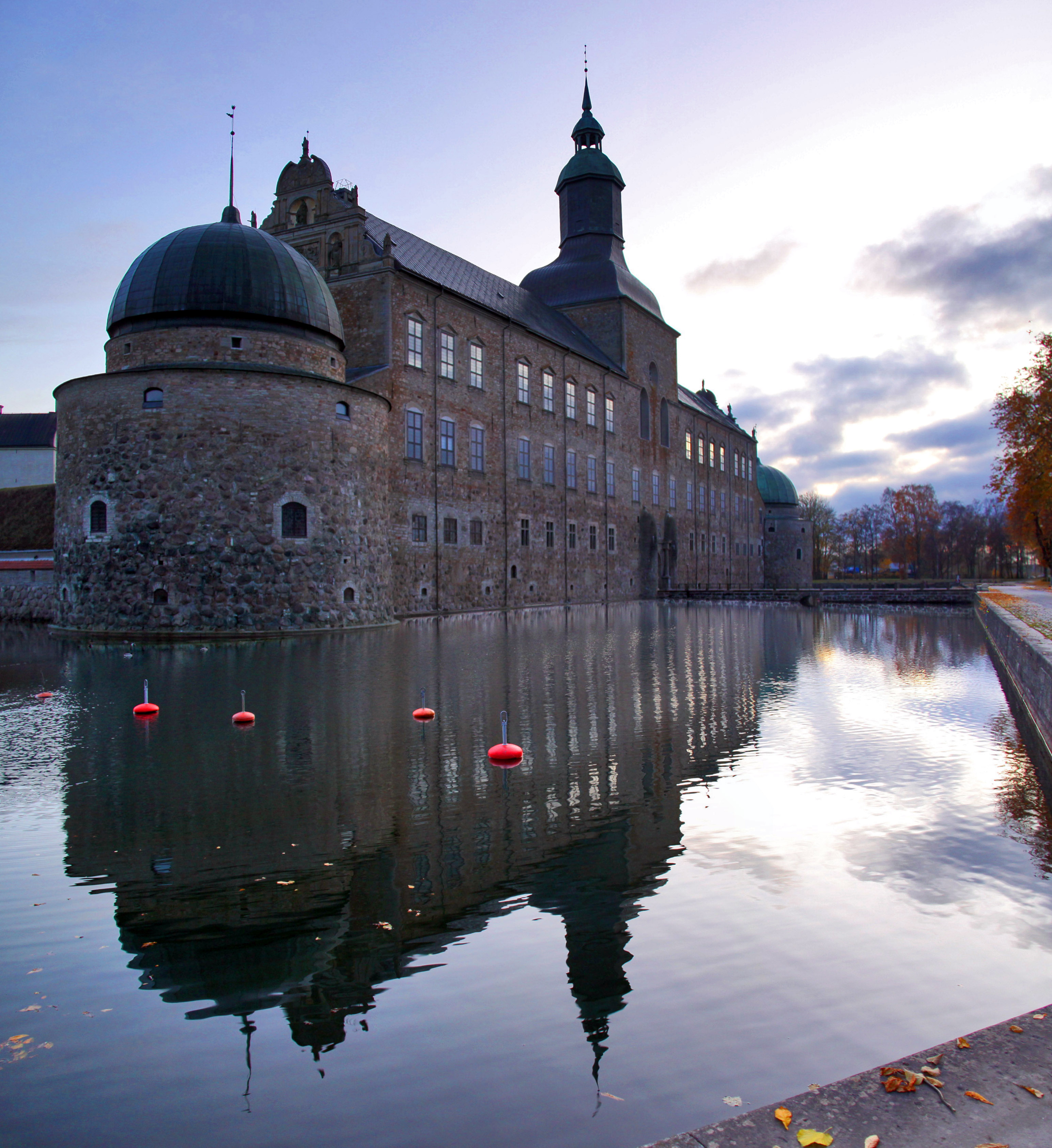
Замок Вадстені

## Виноски
1. ↑  Andersson P. Sveriges kommunindelning 1863-1993 — Mjölby: Draking, 1993. — 132 с. — ISBN 978-91-87784-05-7
2. ↑  Folkmangd i riket, lan och kommuner (шв.) . Центральне бюро статистики Швеції. Архів оригіналу за 20 серпня 2013. Процитовано 15 лютого 2013.